# Entheus dius
Entheus dius är en fjärilsart som beskrevs av Paul Mabille 1897. Entheus dius ingår i släktet Entheus och familjen tjockhuvuden. Inga underarter finns listade i Catalogue of Life.